# Кроуфорд (округ, Індіана)
Шаблон:StateAbbr_ 38°17′ пн. ш. 86°28′ зх. д. / 38.29° пн. ш. 86.46° зх. д.
Округ Кроуфорд (англ. Crawford County) — округ (графство) у штаті Індіана, США. Ідентифікатор округу 18025.

## Історія
Округ утворений 1818 року.

## Демографія
За даними перепису
2000 року
загальне населення округу становило 10743 осіб, усе сільське.
Серед мешканців округу чоловіків було 5408, а жінок — 5335. В окрузі було 4181 домогосподарство, 3057 родин, які мешкали в 5138 будинках.
Середній розмір родини становив 2,96.
Віковий розподіл населення поданий у таблиці:
| Стать    | До 15 років | 15-21 | 22-29 | 30-39 | 40-49 | 50-65 | 65-85 | Понад 85 |
| -------- | ----------- | ----- | ----- | ----- | ----- | ----- | ----- | -------- |
| Чоловіки | 1208        | 504   | 516   | 761   | 866   | 946   | 558   | 49       |
| Жінки    | 1081        | 484   | 528   | 761   | 819   | 912   | 640   | 110      |

## Суміжні округи
- Орандж — північ
- Вашингтон — північний схід
- Гаррісон — схід
- Мід, Кентуккі — південь
- Перрі — південний захід
- Дюбойс — захід

## Виноски
1. ↑  U.S. Decennial Census. United States Census Bureau. Архів оригіналу за 26 квітня 2015. Процитовано 10 липня 2014.
2. ↑  Historical Census Browser. University of Virginia Library. Архів оригіналу за 11 серпня 2012. Процитовано 10 липня 2014.
3. ↑  Population of Counties by Decennial Census: 1900 to 1990. United States Census Bureau. Архів оригіналу за 4 жовтня 2014. Процитовано 10 липня 2014.
4. ↑  Census 2000 PHC-T-4. Ranking Tables for Counties: 1990 and 2000 (PDF). United States Census Bureau. Архів оригіналу (PDF) за 18 грудня 2014. Процитовано 10 липня 2014.
5. ↑  Crawford County QuickFacts. Бюро перепису населення США. Архів оригіналу за 12 грудня 2015. Процитовано 17 вересня 2011.(англ.) Наведено за англійською вікіпедією.
6. ↑  American FactFinder. Бюро перепису населення США. Архів оригіналу за 29 липня 2011. Процитовано 31 січня 2008.

| США | Це незавершена стаття з географії США. Ви можете допомогти проєкту, виправивши або дописавши її. |